# Klanczejewo
Klanczejewo (ros. Клянчеево) – wieś (sieło) w Rosji, w Tatarstanie, w rejonie kamsko-ustjińskim. W 2010 liczyła 421 mieszkańców.